# 330
سنة 330 م (بالأرقام الرومانية: CCCXXX) كانت سنة بسيطة تبدأ يوم الخميس (الرابط يظهر نموذج الجدول الزمني الكامل للسنة) من التقويم اليولياني. بدأت تسمية السنة ب330 منذ العصور الوسطى المبكرة، عندما أصبح تقويم أنو دوميني هو الأسلوب السائد في أوروبا لتسمية السنوات.

## أحداث
بداية الدولة البيزنطية

## وفيات
- هيلانة